# 1836
1836. је била проста година.

## Догађаји

### Март
- 2. март — Република Тексас је прогласила независност од Мексика.
- 6. март — Мексиканци, под командом генерала Антонија Лопеза де Санта Ане, су заузели тврђаву Аламо у Тексасу.

### Април
- 21. април — Тексашани су поразили Мексиканце у бици код Сан Хасинта, што је омогућило независност Тексаса, који је 1845. ушао у састав САД.

### Јун
- Википедија:Непознат датум — јун – Духовска скупштина у Крагујевцу
- 15. јун — Арканзас је примљен у Унију као 25. савезна држава САД.

### Децембар
- 14. децембар — Усвајањем одлуке „прозебле конвенције” незванично је завршен Толидски рат између Охаја и суседне територије Мичиген.

## Рођења

### Март
- 9. март — Стефан фон Миленковић, аустријски књижевник. (†1915)

### Мај
- 17. мај — Виљем Штајниц, аустријски шахиста и светски првак у шаху. (†1900)

### Август
- 8. октобар — Димитрије Нешић, српски математичар и академик. (†1904)

### Децембар
- Непознат датум - Аћим Чумић, српски правник и политичар. (†1901)

## Смрти

### Јун
- 10. јун — Андре-Мари Ампер, француски физичар и математичар. (*1775)
- 28. јун — Џејмс Медисон, амерички председник

### Септембар
- 23. септембар — Стефан Стратимировић, карловачки митрополит. (*1757)

### Новембар
- 6. новембар — Шарл X, француски краљ

### Децембар
- Непознат датум - Јаков Ненадовић, српски војвода и министар. (*1765)